# 熊野神社 (各務原市鵜沼)
熊野神社（くまのじんじゃ）は、岐阜県各務原市鵜沼に鎮座する神社（熊野神社）。
伊木山の西麓に鎮座する。

## 概要
稲葉郡鵜沼町大伊木区（現・各務原市鵜沼大伊木町）の産土神である。鎮座地は鵜沼大伊木町ではなく、伊木山の西麓の鵜沼字大伊木伊木山（各務原市鵜沼字伊木山）である。
創建時期は不詳。伊木山城の城主の伊木忠次が城の西に熊野権現を祀ったという。かつての鎮座地は伊木山の中腹であったが、大正初期に麓の現在地に本殿（1909年（明治42年）改修）などの建物を移転。1927年（昭和2年）に境内の大規模な整備を行う。祭文殿は1937年（昭和12年）の新築。
かつての鎮座地には熊野神社本宮跡となっており、石碑であるが、熊野三山（熊野速玉大社・熊野本宮大社・熊野那智大社）、御嶽神社、天照大御神、秋葉神社が祀られている。また、自然災害伝承碑の震災紀念碑がある。

## 祭神
- 家津御子神
- 速玉之男神
- 熊野久須美神

## 境内末社
- 天神
- 稲荷神社
- 秋葉神社